# 라트코 루디치
라트코 루디치(크로아티아어: Ratko Rudić, 1948년 6월 7일~)는 유고슬라비아와 크로아티아의 수구 선수, 지도자이다. 선수 시절 유고슬라비아 국가대표팀 선수로 활동하여 1980년 하계 올림픽 은메달을 획득했다. 은퇴 후에는 수구 지도자가 되어 유고슬라비아, 이탈리아, 미국, 크로아티아, 브라질 대표팀 감독을 맡았다. 그는 2015년까지 주요 국제 대회에서 지도자로서 38개의 메달을 획득하여 역사상 가장 성공적인 수구 감독이자 역대 두 번째로 성공적인 단체 스포츠 감독이 되었다. 그는 유고슬라비아, 크로아티아 두 국가대표팀의 감독을 맡으면서 올림픽 4회 우승(1984, 1988, 1992, 2012), 세계 선수권 대회 3회 우승(1986, 1994, 2007)을 달성했다.
2007년에 국제 수영 연맹 명예의 전당에 헌액되었다.